# ArmaLite AR-15
AR-15 (ArmaLite Rifle model 15) je typová řada vzduchem chlazených pušek vyráběných ve Spojených státech v letech 1959 až 1964; americké ozbrojené síly je přijaly jako pušku M16. Navrženy byly americkým výrobcem zbraní ArmaLite v roce 1956 na pušce AR-10. ArmaLite AR-15 byly zkonstruovány tak, aby byly lehké a schopné pálit novou vysokorychlostní, lehkou a malorážní munici, která střelcům umožnila nést více munice.
V roce 1959 společnost ArmaLite prodala svá práva na AR-15 společnosti Colt kvůli finančním potížím a omezením. Po úpravách ji Colt přejmenoval na Colt 601, přesto však kvůli smluvním závazkům vůči Armalite/Fairchild Aircraft Co. nesla označení Armalite.
Colt prodával přepracovanou pušku různým vojenským silám po celém světě a následně ji americká armáda přijala jako pušku M16. Do výroby se dostala v březnu 1964.
Colt nadále používal ochrannou známku AR-15 pro řadu samonabíjecích pušek prodávaných civilním zákazníkům i bezpečnostním složkám, známou jako Colt AR-15. Armalite AR-15 je „rodičem“ řady pušek Colt AR-15 a M16 a jejich variant.

## Vývoj

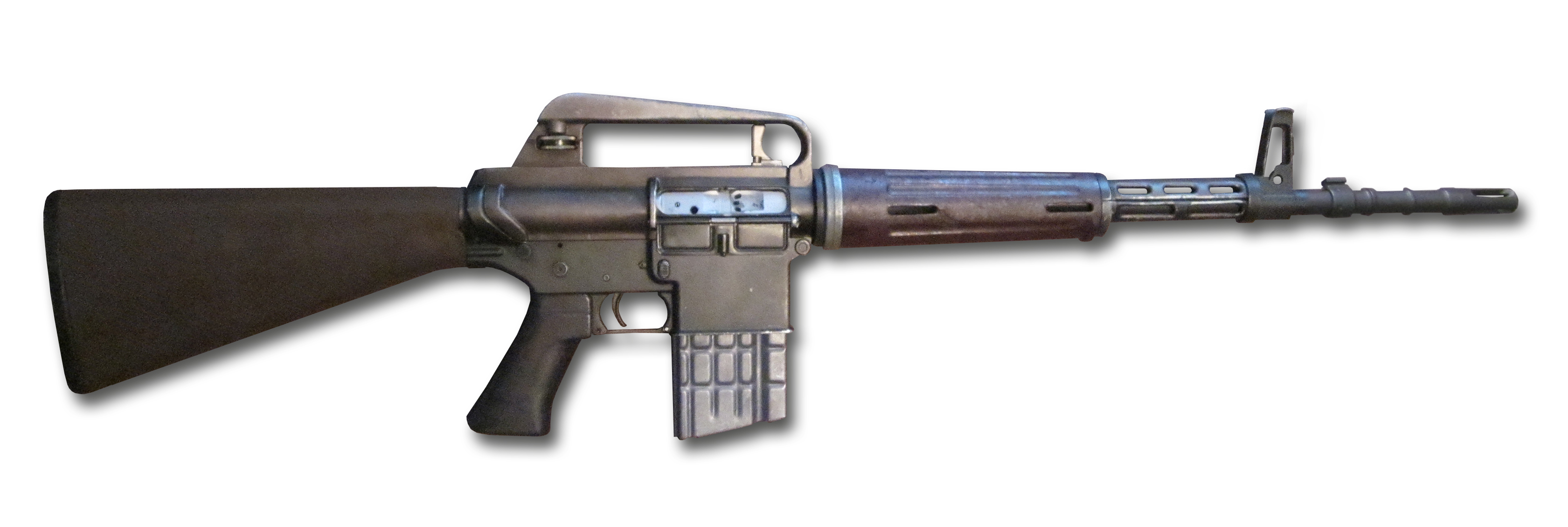
ArmaLite AR-10 vyráběná Artillerie Inrichtingen (A.I.)

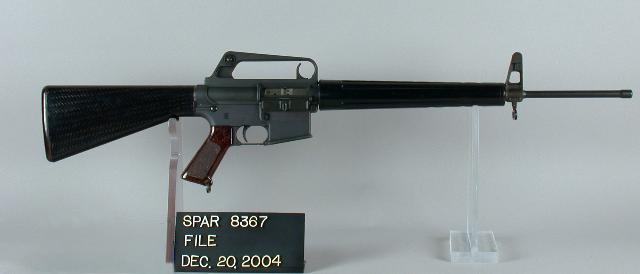
Raná verze ArmaLite AR-15 bez zásobníku a tlumiče plamene

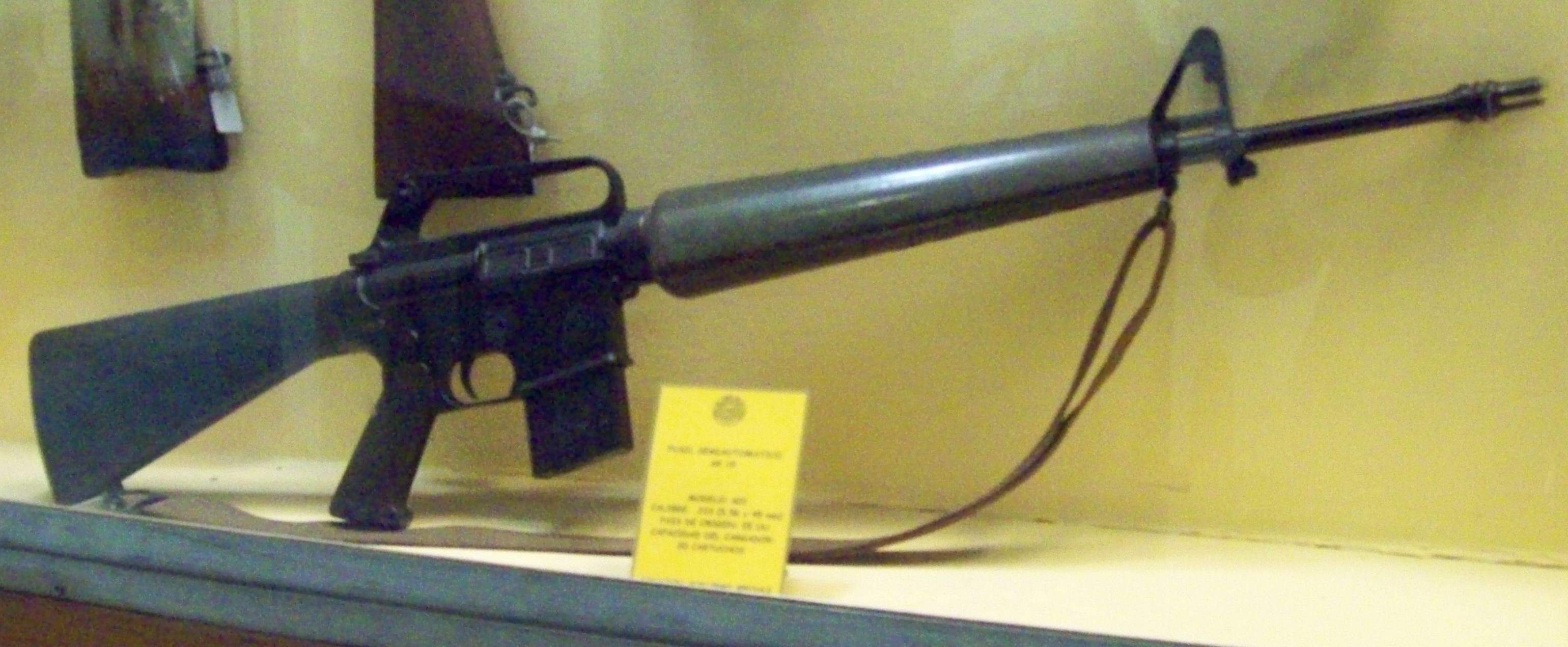
Jedna z prvních pušek M16

Po zkušenostech z druhé světové války armáda Spojených států amerických brzy pocítila potřebu zvýšit palebnou schopnost jednotlivce a sjednocení rozsáhlého arzenálu ručních zbraních ve výzbroji svých jednotek zahrnující zbraně jako puška M1 Garand, automatická M1918 BAR nebo samopal M3. Armáda proto začala experimentovat s plně automatickou verzí pušky M1 Garand, nicméně výsledky testů se ukázaly být neuspokojivé. Následné zkušenosti z Korejské války vyústily ve vývoj nástupnického náboje za .30-06 Springfield, kterým se stal dodnes používaný náboj 7,62 × 51 mm NATO. Na základě nového náboje byl vypsán tendr na novou útočnou pušku jednotlivce a lehký univerzální kulomet. V rámci tendru poprvé firma Armalite a její konstruktér Eugene Stoner, přišli s návrhem osobní zbraně jednotlivce ArmaLite AR-10, která přinesla dosud neviděný design zbraně opatřené plastovým pažbením, modulární koncepcí a z hliníku lisovaného pouzdra závěru. Zbraň byla na své poměry neuvěřitelně lehká, vážila pouze 3,11 kg, někteří vojenští pozorovatelé se nechali slyšet, že jde o nejlepší dosud testovanou zbraň. Konzervativně smýšlející generálové však v roce 1959 rozhodli pro tradičněji řešenou pušku M14 společně s kulometem M60.
Válka ve Vietnamu však brzy ukázala nevýhody nově přijaté zbraně v kontrastu s hlavním protivníkem – Sovětskou automatickou puškou AK-47. Ačkoliv měla M14 výraznou převahu ve výkonu náboje a v přesnosti, AK-47 byla výrazně lehčí, skladnější, v samočinné střelbě výrazně ovladatelnější a disponovala zásobníkem s větší kapacitou. Již koncem padesátých let proto probíhal vývoj středního náboje s nižším výkonem než 7,62 × 51 mm NATO ale zároveň výkonnější, s větším dostřelem a plošší trajektorií než střelivo .30 Carbine. Tento vývoj vyústil v náboj .223 Remington, který byl postupně přijat v podobě 5,56 × 45 NATO jako standardní náboj Severoatlantické aliance. Pro tento náboj byla následně zmenšena i puška AR-10 a přejmenována na AR-15. Série zkoušek a průtahů na straně armády však vedla ke zhoršení situace firmy Armalite, která nakonec práva na zbraň prodala značce Colt.
V roce 1960 přišel první průlom, kdy bylo poprvé americkými ozbrojenými silami objednáno 8500 pušek pro letectvo, které byly následně zavedeny pod armádním označením M16. Následující roky přinesly mnoho změn, kdy na požadavky ozbrojených sil bylo přesunuto táhlo závěru zpod ponosové rukojeti na zadní část závěru, přidán doražeč závěru a několik změn pažbení. Tyto původní pušky byly ve výzbroji amerického letectva až do roku 2001, kdy byly nahrazeny variantou M16A2.
Dnes jsou zbraně založené na AR-15 vyráběna mnoha dalšími firmami jako například Smith & Wesson, Bushmaster a LWRC a to jak v samočinné tak i v samonabíjecí verzi. Je oblíbená díky své vysoké přesnosti a ergonomii pro sportovní střelbu a díky vysoké kapacitě standardního zásobníku, nízké hmotnosti a modifikovatelnosti je považována za jednu z nejlepších zbraní pro ochranu jednotlivce. Lovci a rekreační střelci si ji pochvalují pro její přesnost, rychlost, spolehlivost a přenositelnost.
Civilní verze AR-15 vypadají z vnějšku téměř identicky jako vojenské verze, ale vnitřní díly se značně liší. Spouštěcí mechanismus je odlišné konstrukce, tak aby umožňoval jen střelbu jednotlivými ranami. Nosič závěru je jinak vyfrézován a tělo zbraně je jiné, aby se zabránilo přeměňování samonabíjecích verzí na samočinné.
Ochrannou známku „AR15“ nebo „AR-15“ má registrovanou Colt, který tvrdí, že toto jméno by se mělo používat jen k označení jeho výrobků. Ostatní výrobci pak svoje zbraně tímto jménem nepojmenovávají, ale i v odborných kruzích se o nich mluví jako o AR-15.

## Konstrukce

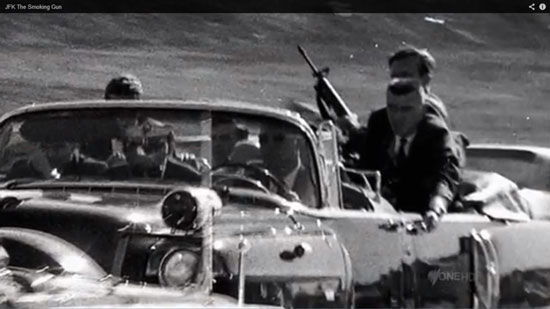
Fotografie agenta Secret service George W. Hickeyho s puškou ArmaLite AR-15 Model 01 krátce po atentátu na prezidenta Kennedyho v Dallasu 22. listopadu 1963.

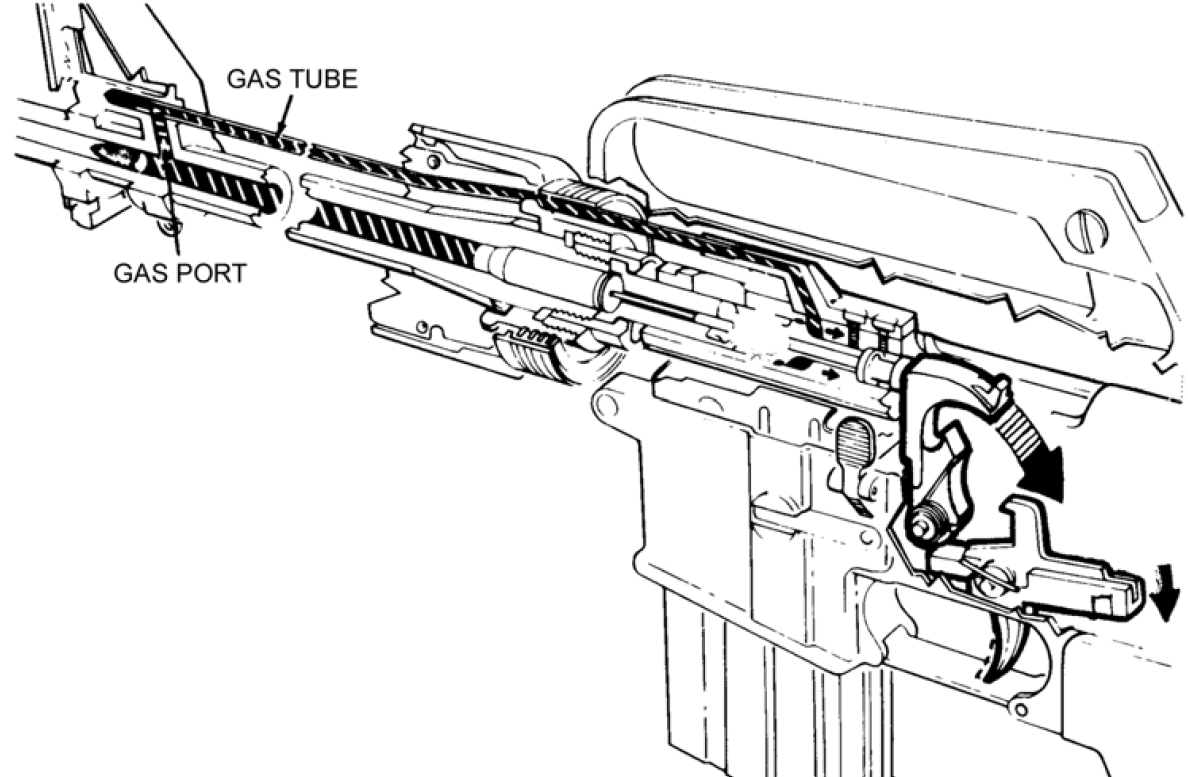
M16

Zbraň je původně navržena pro americkou armádu jako náhrada za těžší a hůře ovladatelnou M14 a jako přímý protivník sovětské pušky AK-47 za Války ve Vietnamu. Je složena z pouzdra závěru – horní část – (tzv. upper receiver), v níž je našroubována hlaveň a těla zbraně (lower receiver) k němuž je připojena šachta zásobníku a rukojeť. Zde je také umístěn spoušťový mechanismus. Zbraň má závěr uzamčený rotačním závorníkem. Závorník je nesen a odemykán/uzamykán nosičem závorníku, ovládaným tlakem prachových plynů. V původní verzi jsou plyny odebírány z vývrtu hlavně dlouhou úzkou plynovou trubicí a působí přímo na čelo nosiče závorníku, zbraň tedy nemá plynový píst – tomuto systému se v zahraničí říká Direct Impingment. Ve 21. století se však na trhu běžně vyskytují varianty s pístovým plynovým ústrojím, v ČR jsou to např. zbraně V-AR z nabídky Pavla Vosátka . Vratná pružina je umístěna v hlavišti pažby. Teleskopická pažba (typ M4), může být vybavena lícnicí typu delta, která však neumožňuje natažení zbraně při zasunuté pažbě. Výhozní okénko je umístěno na pravé straně zbraně a zakryto proti vnikání nečistot odpruženou krytkou. Ta se při natažení závěru nebo při prvním výstřelu automaticky otevře.
Zbraň již ve své době vynikla modulární koncepcí a uživatelskou přívětivostí, dnes je celé odvětví zbrojního průmyslu postaveno na AR-15. Pro pušku se vyrábí celé spektrum různých druhů předpažbí, pažeb, pažbiček, doplňků v podobě kolimátorů a zaměřovačů (i dedikovaných přímo pro AR-15), spouští, bipodů, laserových zaměřovačů, podvěsných granátometů a dalšího příslušenství. Zbraň se vyrábí v mnoha dalších ráží mimo původní .223/5,56mm, mezi nejpopulárnější se řadí 9mm Luger nebo v ČR oblíbená 7,62 × 39mm.
V rozporu s rozšířenou legendou nebyla puška konstruována jako samočisticí. Má-li zůstat funkční, vyžaduje pečlivou a pravidelnou údržbu.

## Ovládací prvky
K ovládacím prvkům patří:

Zásobník STANAG

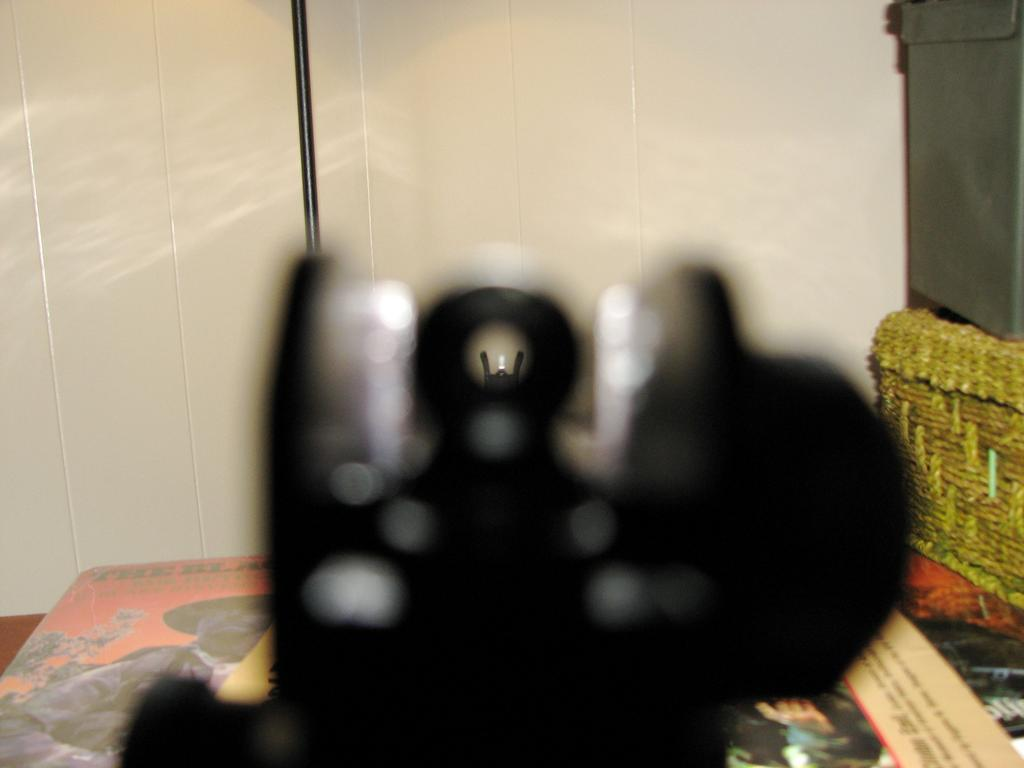
Hledí

- oboustranné napínací táhlo závěru (jeho hmatníky vyčnívají po stranách zadní úpony nosné rukojeti)
- doražeč nedovřeného závěru (počínaje modelem M 16A1) – jeho pomocí lze dostrkat závěr do přední polohy, pokud se nedovře z důvodu znečištění nebo drobné deformace náboje
- záchyt závěru (po vystřelení posledního náboje ze zásobníku zachytí závěr v zadní úvrati)
- pojistka (u vojenských verzí integrovaná se selektorem režimu střelby)
- tlačítko vypouštění zásobníku

### Napínací táhlo závěru
Je ve tvaru písmene „T“ a je umístěno v horní části pouzdra závěru, ze kterého vystupuje dozadu. Není-li staženo do zadní polohy, nijak nevyčnívá. Táhlo je konstruováno jako stacionární – při střelbě se nepohybuje.

### Doražeč nedovřeného závěru
Protože napínací táhlo není pevně spojeno se závěrem, může v případě znečištění závěru nebo nábojové komory dojít k nedovření a tím i neuzamčení závěru. Od verze M16A1 je na pravé straně lower receiveru umístěno tlačítko, které při stlačení zapadne do vyfrézovaných drážek na boku závěru a dojde tak k jeho posunutí.

### Záchyt závěru
Záchyt závěru zadrží po vystřelení posledního náboje závěr v zadní poloze. Po přebití zásobníku se závěr uvolní stisknutím tlačítka záchytu závěru, které se nachází na levé i pravé straně závěru nad zásobníkovou šachtou. Po uvolnění závěru dojde k přebití zbraně bez nutnosti natáhnout závěr táhlem.

### Pojistka
Pojistka ve formě páčky je umístěna v dosahu palce střílející ruky. V civilní verzi je za zbrani značeno písmeny S – Safe – zajištěno a F – Fire – střelba. Vojenská verze US Army, označovaná jako M16 A2 (a pozdější varianty) má režim plně automatické střelby omezen na tříranné dávky (tzv. režim definovaných dávek).

### Tlačítko vypouštění zásobníku
Je konstruováno tak, aby jej šlo ovládat ukazovákem pravé (střílející) ruky a doplněno páčkou na levé straně zásobníkové šachty (pro alternativu ovládání levou nestřílející rukou).
Počínaje variantou M16A3 (US Army, USMC) je nosná rukojeť na hřbetě pouzdra závěru odnímatelná, upevněná na liště standardu Mil-STD 1913 (Picatinny rail). Po sejmutí nosné rukojeti ji lze nahradit optickým zaměřovačem, noktovizorem nebo jiným příslušenstvím.

## Kontroverze
Tato zbraň je v samonabíjecí verzi (popř. i s dalšími omezeními) dostupná i na civilním trhu v různých státech světa, vč. České republiky, a to komukoliv po splnění místních zákonných podmínek. Ve Spojených státech amerických na federální úrovni reguluje prodej této a dalších zbraní zejm. zákon Gun Control act a Brady act. AR-15 je řazena mezi sportovní zbraně, mezi kterými je jedna z nejpopulárnějších – v USA jí bylo legálně prodáno přes 12 milionů kusů (jiné zdroje uvádějí 8–10 milionů kusů).
V souvislosti s násilím s použitím střelných zbraní v USA probíhá v této zemi již několik let diskuze o omezení nebo regulaci poloautomatických zbraní. AR-15 je přitom nejčastější volbou masových vrahů/střelců posledních nejkrvavějších a mediálně nejznámějších masových střeleb posledních několika let – maskru v Las Vegas (2017), střelbě kostele Sutherland Springs (2016), masové střelbě v San Bernardinu (2014), Sandy Hook (2012) a Parklandské škole na Floridě (2018). V letech 1994 až 2004 na její koupi platil v USA desetiletý zákaz, který po expiraci nebyl obnoven, neboť během jeho účinku nedošlo k významnému snížení ozbrojené kriminality. Proti omezení AR-15 a dalších zbraní se staví americká National Rifle Association (NRA), která argumentuje druhým dodatkem ústavy a faktem, že AR-15 a pušky obecně jsou používány k vraždám a jinému zločinu jen minimálně, mezi střelnými zbraněmi jsou nejpoužívanější krátké zbraně. Zastánci omezení argumentují, že zákonodární politici, kteří příslušné regulace mohou provést, dostávají statisícové až několikamilionové „příspěvky“ od NRA.
Série anket provedených v USA mezi lednem 2016 a červencem 2017 ukázala, že okolo 90 % respondentů se vyslovilo pro zavedení ověření kupců (background check) pro každý nákup zbraně.

## Dostupnost v ČR
V České republice je plně automatická verze zbraně řazena mezi zbraně kategorie A – Zakázané.
Samonabíjecí verze je zbraní kategorie B – Podléhající povolení. Je možné je vlastnit se zbrojním průkazem a nárokovým povolením od Policie ČR. Vlastněny jsou většinou za účelem sebeobrany, sportu a sběratelství. Zbraň je užívána také pro lov, přičemž v takovém případě musí mít ze zákona zásobník omezen na nejvýše dva náboje. Podle zákona č. 449/2001 Sb. patří mezi zakázané způsoby lovu použití poloautomatických zbraní se zásobníkem schopným pojmout více než 2 náboje.

## Výrobci
Výrobou zbraní AR-15 nebo jejich součástí se na počátku 21. století pro její rozšíření zabývá celá řada zahraničních i domácích firem.
Česko
- Antreg
- LUVO (ČZ Strakonice)
- Pavel Vostáka V-AR
- Perun Arms
- Proarms Armory (do 2021)

Zahraniční
- Colt
- Bushmaster
- Imperial Defence Services (IDS)
- Smith & Wesson
- Sturm Ruger
- Daniel Defense
- LWRC
- DPMS
- Noveske
- Rock River Arms
- Wilson Combat
- Christensen Arms
- Mossberg
- ADC